# Amonherchopszef (syn Ramzesa III)
Amonherchopszef – najstarszy syn Ramzesa III i następca tronu. Jak większość synów tego faraona otrzymał imię po synu Ramzesa II, Amonherchopszefie, co było celowym zabiegiem ze strony jego ojca mającym na celu autoidentyfikację ze swoim legendarnym poprzednikiem. Zmarł w wieku piętnastu lat.
Jest on również znany pod imieniem Ramzesa Amonherchopszefa. Nie należy go jednak mylić z jego bratem Ramzesem VI, który nosił to imię przed wstąpieniem na tron.
Amonherchopszef został ukazany w świątyni swojego ojca w Medinet Habu. Jego dobrze zachowany grób znajduje się w Dolinie Królowych i został oznaczony QV55, a został odkryty przez włoskich archeologów w roku 1903.